# Venus, Texas
Venus là một thị trấn thuộc quận Johnson, tiểu bang Texas, Hoa Kỳ. Năm 2010, dân số của thị trấn này là 2.960 người.

## Dân số
- Dân số năm 2000: 910 người.
- Dân số năm 2010: 2960 người.